# Anathallis dryadum
Anathallis dryadum
é uma erva endêmica do Brasil, descrita pela primeira vez em 1922 por Schlechter como Pleurothallis dryadum, mas passou para o gênero Anathallis em 2004, a espécie é comumente encontrada nas regiões sul e sudeste do país.

## Descrição
A pequena espécie é da mata atlântica do sul e sudeste do Brasil, seu crescimento é crespitoso, com caule muito fino e unifliado e com cerca de 3cm de comprimento, chegando no máximo a 5cm de altura somados suas folhas e seu caule. Forma touceiras de muitas folhas verde-escuras e obovadas. Suas inflorescências têm cerda de 5cm e brotam da base de suas folhas, cada uma com duas ou três delas, podendo ter até sete folhas por insflorescência. Suas flores tem aparência de cor amarela pálida e meio translúcidas, medindo em uma média de 7mm de diâmetro.
Vale lembrar que o gênero Anathallis, embora proposto por Barbosa Rodrigues já em 1877, desde então sempre ficou subordinado a Pleurothallis. Somente na virada do século XX para o século XXI, através de Fabio de Barros, Anathallis retomou sua condição de gênero, com o agrupamento de diversas espécies com características afins. Em seguida, Pridgeon e Chase trouxeram para Anathallis diversas espécies de Pleurothallis que até então estavam agrupadas em outras seções do gênero, e alguns anos depois, várias das espécies reunidas no gênero Panmorphia foram trazidas por Luer para Anathallis, num processo que permanece em andamento, com diversas publicações e combinações novas envolvendo o gênero nos últimos anos.

## Taxonomia
O nome da espécie tem origem do termo grego "dríade", as ninfas dos bosques da mitologia grega.

## Sinônimos
- Pabstiella dryadum (Schltr.) Luer 2008;
- Pleurothallis maculosa Garay 1951;
- Specklinia dryadum (Schltr.) Luer 2004.[2]

1. 1 2 3 4  Pridgeon, Alec M.; Luer, Carlyle A. (2001). «Icones Pleurothallidinarum XX. Systematics of Jostia, Andinia, Barbosella, Barbrodria, Pleurothallis Subgen Antilla, Subgen Effusia, subg. Restrepiodia. Addenda to Lepanthes, Masdevallia, Platystele, Pleurothallis, Restrepiopsis, Scaphosepalum and Teagueia. Monogr. Syst. Bot. Missouri Bot. Gard. 79». Kew Bulletin (2). 507 páginas. ISSN 0075-5974. doi:10.2307/4110977. Consultado em 6 de junho de 2025
2. ↑  «IOSPE PHOTOS». www.orchidspecies.com. Consultado em 7 de junho de 2025